# Hasvik (plaats)
Hasvik (Noord-Samisch: Ákŋoluovtta, Kveens: Hasviika) is een plaats in de Noorse gemeente Hasvik, provincie Finnmark. Hasvik telt 363 inwoners (2007) en heeft een oppervlakte van 0,57 km².